# Nyslott
Nyslott (finska: Savonlinna) är en stad i landskapet Södra Savolax i Finland, grundad 1639 av generalguvernör Per Brahe. Nyslott har cirka 32 547 invånare och har en yta på 3 597,71 km². Nyslotts stad är enspråkigt finskspråkigt.
Stadens centrum har ett naturskönt läge på holmar och uddar vid Kyrönsalmi sund mellan Haapavesi och Pihlajavesi i Saimensystemet. Inom bebyggelsen märks den tidigare domkyrkan (A.H. Dalström, 1878) och det medeltida fästet Olofsborg, beläget på en holme mitt i Kyrönsalmi. Ett färggrant inslag i stadsbilden utgör särskilt sommartid salutorget vid hamnen, som är ett centrum för ångbåtstrafiken på insjövattnen. I domkyrkans park finns en stor frihetsstaty i granit av Wäinö Aaltonen från 1921; av övriga offentliga skulpturer kan nämnas en staty över Olofsborgs grundare, Erik Axelsson Tott (Aimo Tukiainen, 1975).
Till Nyslott hör även en vidsträckt landsbygd, sedan huvuddelen av Säminge kommun inkorporerades 1973. Kommunen Savonranta förenades med Nyslott i början av år 2009. Kommunerna Kerimäki och Punkaharju förenades med Nyslott i början av år 2013.
Bland företag i staden märks UPM-Kymmene (etablerat 1921, fanerfabrik) och Savonlinna Works (grundat 1996 i Helsingfors och etablerat i Nyslott 2001), leverantörer av anläggningar och apparater till cellulosa- och pappersindustrin, som ingår i den österrikiska Andritzkoncernen.
Sedan 1967 anordnas varje sommar en fyraveckors operafestival på Olofsborg (Operafestspelen i Nyslott), vars borggård har plats för 2 200 åskådare på en täckt utescen. Där arrangeras sedan 2002 även en årlig balettfestival i början av juni. Den på en ö norr om centrum belägna badinrättningen Casino, invigd 1895, frekventerades under ryska tiden bland annat av förmöget folk från Sankt Petersburg. I närheten uppfördes 2002 ett stort konsert- och kongresshus i trä (R. & K. Ojala, 800 platser). Ett stycke utanför staden ligger Rauhalinna, en 1898-1900 (A. Schulman) av generallöjtnant N.E. Weckman uppförd byggnad som förenar ryska, orientaliska och schweiziska stilarter. Den tjänstgör idag som hotell. Staden är sedan 1907 utgivningsort för dagstidningen Itä-Savo (Östra-Savolax). Nyslott har vissa traditioner även som skolstad; ett flicklyceum grundades 1853. Östra Finlands universitets pedagogiska och humanistiska fakulteter har idag flera enheter där, vid sidan av ett antal separata institutioner, bland andra det äldsta konstgymnasiet i de nordiska länderna.

## Historia

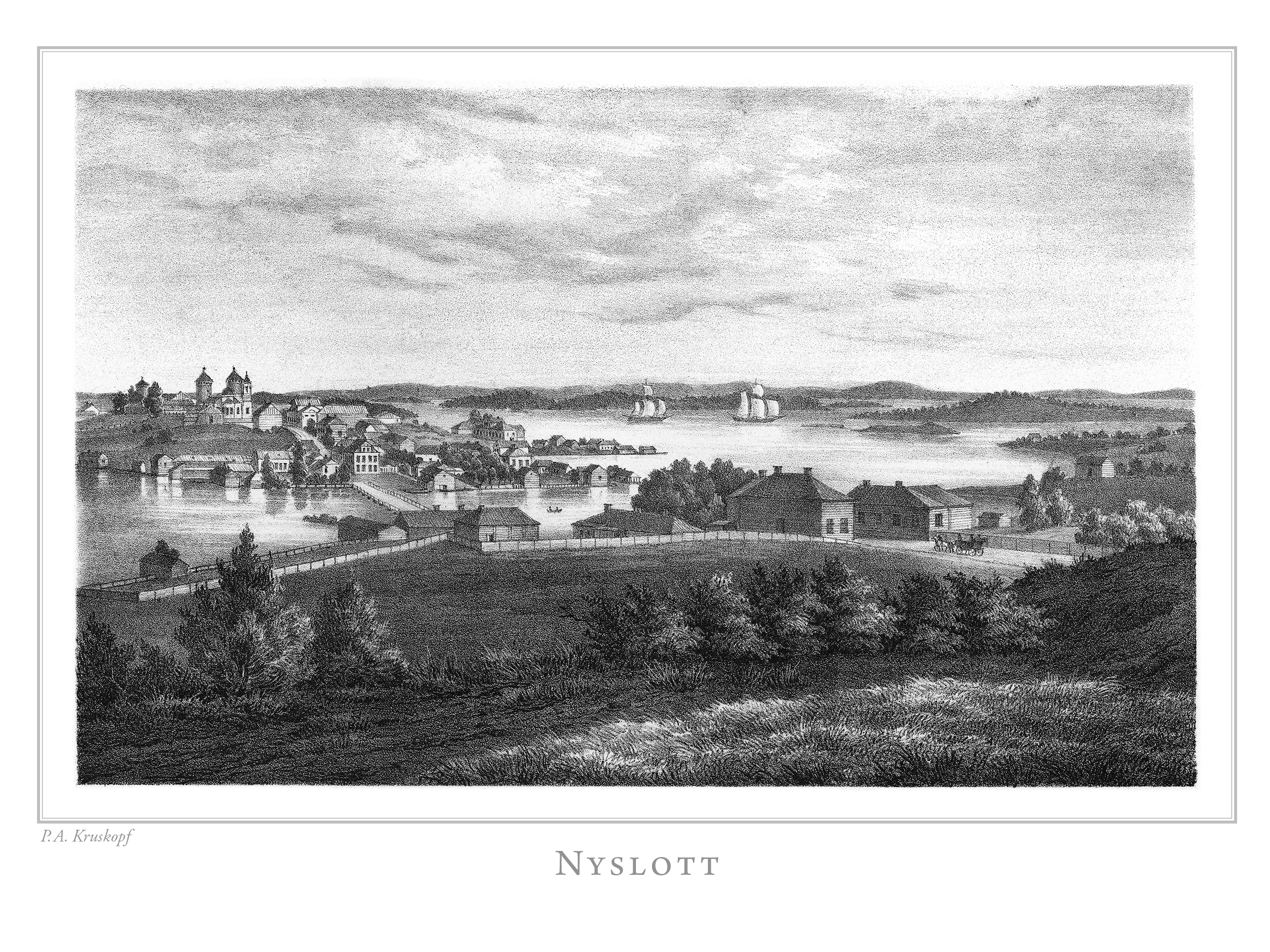
Litografi i Finland framstäldt i teckningar utgiven 1845-1852.

Nyslott har vuxit upp i skydd av Olofsborg, uppförd 1475-1477 av Erik Axelsson (Tott). Utrymmet på slottsön tillät inte anläggandet av en stad, men på västra sidan om stadssundet uppkom bosättning, för vilken Per Brahe utfärdade stadsprivilegier 1639. Privilegierna återtogs 1683, men orten bestod som marknadsplats. Nyslott var 1714-1721 besatt av ryssarna och blev 1743 ryskt. Det erhöll 1784 nya stadsrättigheter och återförenades 1812 med Finland. Staden förde därefter ett tynande liv, tills den genom byggandet av Saima kanal blev knutpunkt för insjötrafiken i Saimavattnen och centrum för handeln i regionen. Anläggandet av flera betydande industrier under tidigt 1900-tal och järnvägsförbindelserna med Karelska banan (1908) och Savolaxbanan (1914) främjade stadens tillväxt, likaså dess ställning som välbesökt badort och sommarkurort. Staden bombades under vinterkriget, varvid bland andra domkyrkan skadades (återuppbyggd 1949). Sedan 2000 anordnas årligen världsmästerskap i mobiltelefonkastning Mobile Phone Throwing World Championships.

### Administrativ historik
1 januari 1994 överfördes ett område med 2 invånare till Kerimäki kommun.

## Styre och politik

### Mandatfördelning i Nyslotts stad, valen 1976–2021
| 6 | 15 | 7 | 3 | 3 | 9 |

| 5 | 16 |  | 8 | 3 | 10 |

| 3 | 16 |  | 3 | 9 |  | 10 |

| 2 | 17 |  | 2 |  | 9 |  | 2 | 8 |

| 3 | 18 | 3 |  | 9 | 2 | 7 |

| 2 | 17 | 2 | 11 | 3 | 8 |

| 3 | 15 | 2 | 12 | 3 | 8 |

| 3 | 13 | 2 | 14 | 2 | 9 |

| 28 | 15 |

| 3 | 14 | 3 |  | 13 | 2 | 7 |

| 24 | 19 |

|  | 14 | 3 | 6 | 15 | 3 | 8 |

| 35 | 16 |

|  | 14 | 5 | 4 | 17 | 3 | 6 |

| 33 | 18 |

| 2 | 11 |  | 5 | 11 | 6 | 2 | 5 |

| 26 | 17 |

### Vänorter
- Detmold, Tyskland
- Kalmar, Sverige
- Torzjok, Ryssland
- Árborg, Island
- Arendal, Norge
- Silkeborg, Danmark

## Demografi

### Befolkningsutveckling
| Befolkningsutvecklingen i Nyslotts stad 1975–2020                                                            | Befolkningsutvecklingen i Nyslotts stad 1975–2020 | Befolkningsutvecklingen i Nyslotts stad 1975–2020 | Befolkningsutvecklingen i Nyslotts stad 1975–2020 | Befolkningsutvecklingen i Nyslotts stad 1975–2020 |
| --- | ------------------------------------------------- | ------------------------------------------------- | ------------------------------------------------- | ------------------------------------------------- |
| |                                                   |                                                   |                                                   |                                                   |
| År |                                                   |                                                   | Folkmängd                                         |                                                   |
| 1975 | 1975                                              |                                                   | 41 191                                            |                                                   |
| 1980 | 1980                                              |                                                   | 41 053                                            |                                                   |
| 1985 | 1985                                              |                                                   | 41 324                                            |                                                   |
| 1990 | 1990                                              |                                                   | 41 359                                            |                                                   |
| 1995 | 1995                                              |                                                   | 41 426                                            |                                                   |
| 2000 | 2000                                              |                                                   | 39 575                                            |                                                   |
| 2005 | 2005                                              |                                                   | 38 451                                            |                                                   |
| 2010 | 2010                                              |                                                   | 37 059                                            |                                                   |
| 2015 | 2015                                              |                                                   | 35 523                                            |                                                   |
| 2020 | 2020                                              |                                                   | 32 662                                            |                                                   |
| Anm: Uppgifterna avser förhållandena den 31 december nämnda år enligt områdesindelningen den 1 januari 2022. |                                                   |                                                   |                                                   |                                                   |

## Bildgalleri

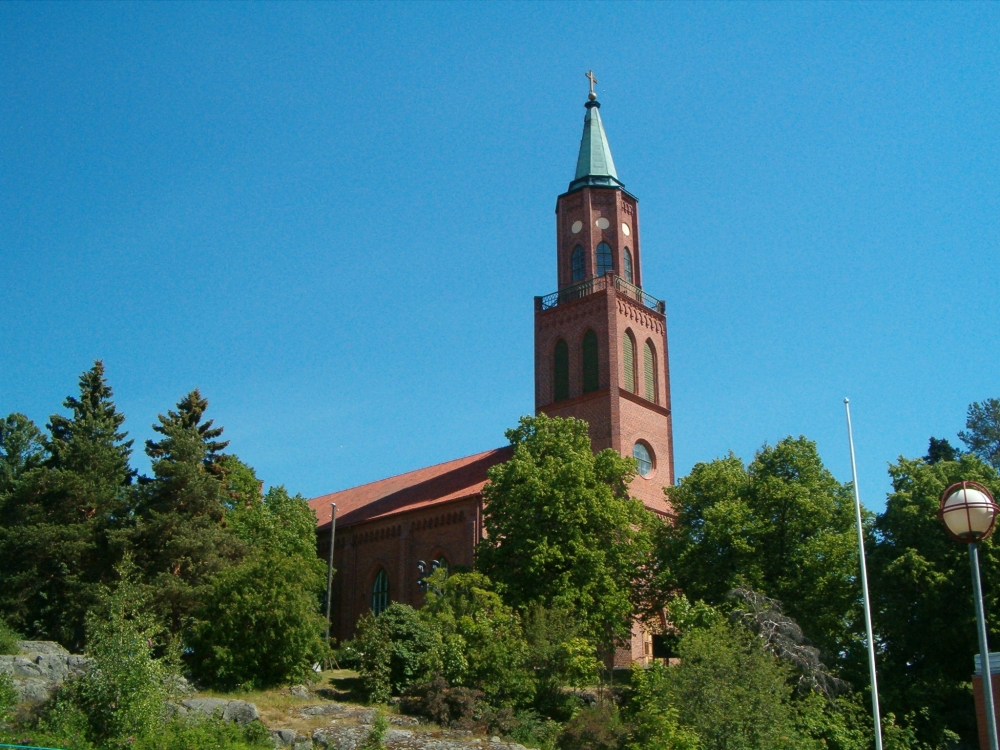
Nyslotts domkyrka.
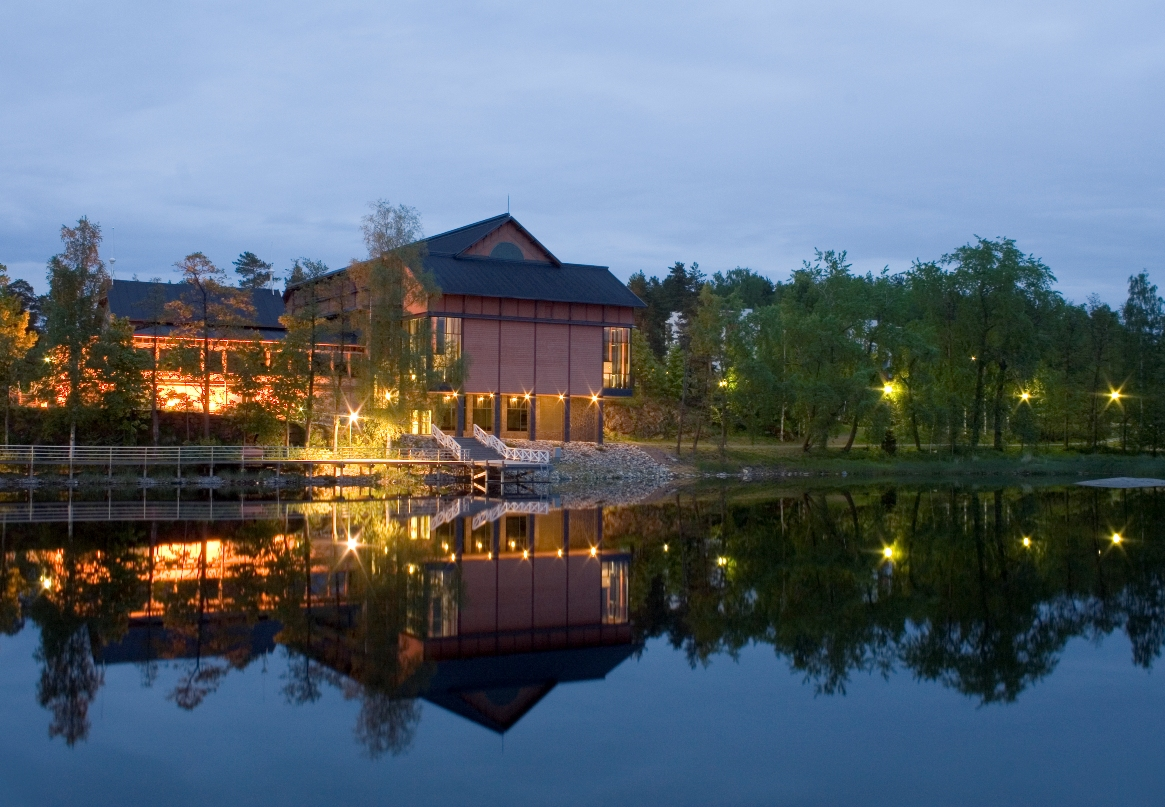
Konsert- och kongresshuset Savonlinnasali.
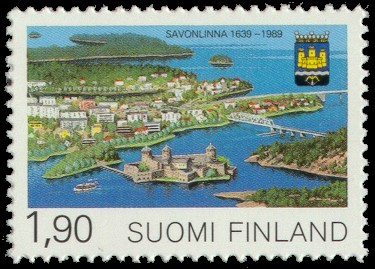
Nyslott på frimärke.
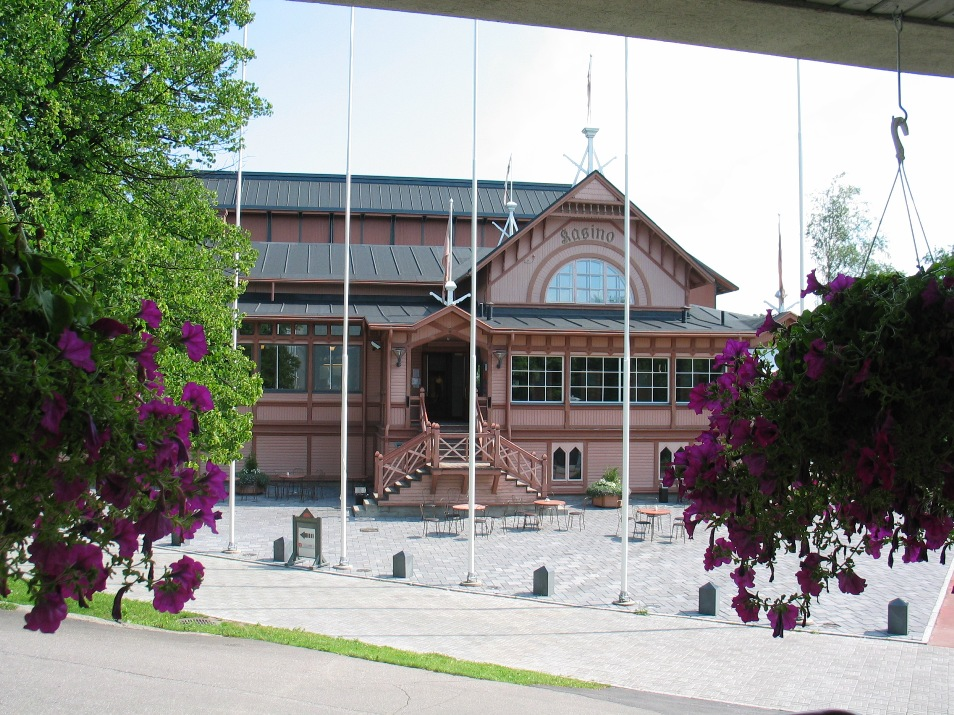
Restaurang Gamla Casino.
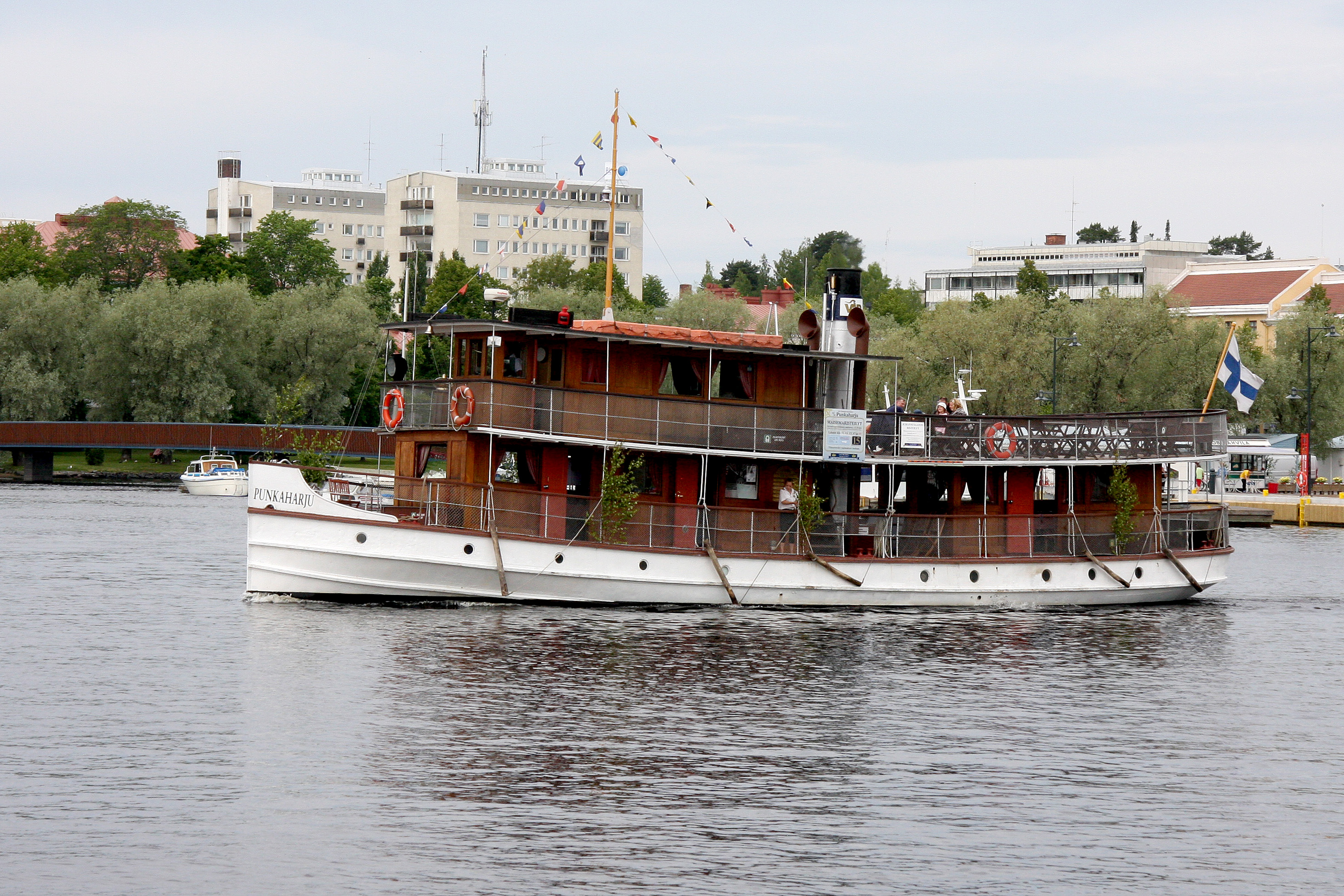
S/S Punkaharju i hamnen i Nyslott.
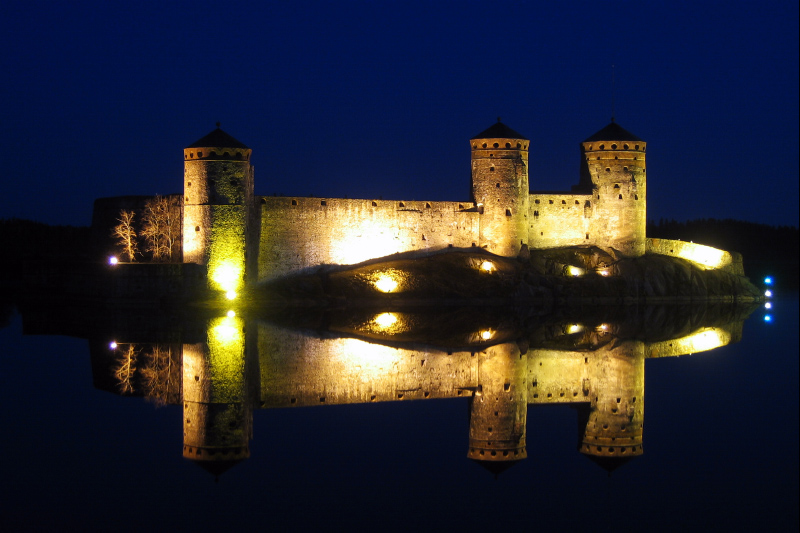
Olofsborg
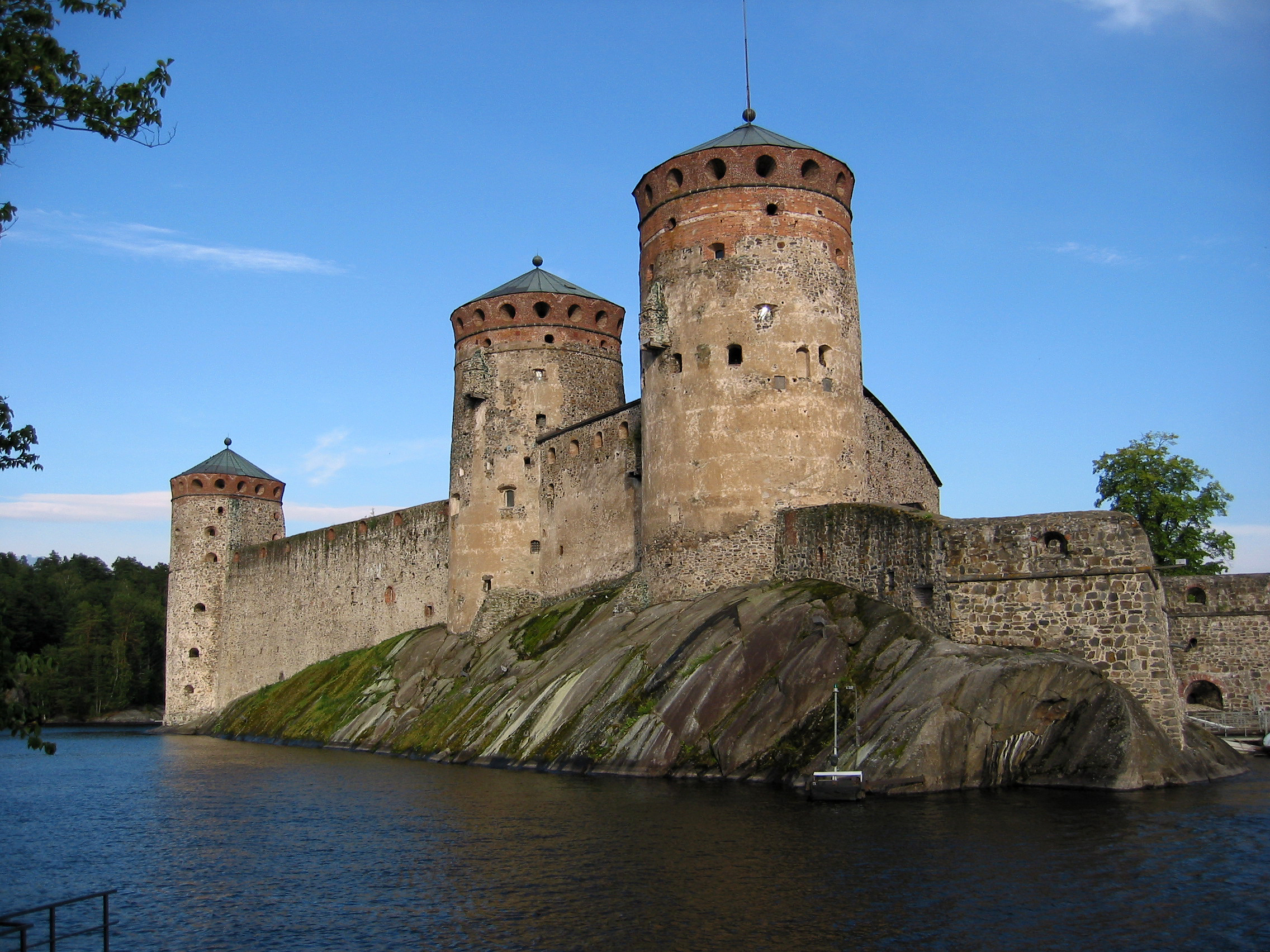
Olofsborg
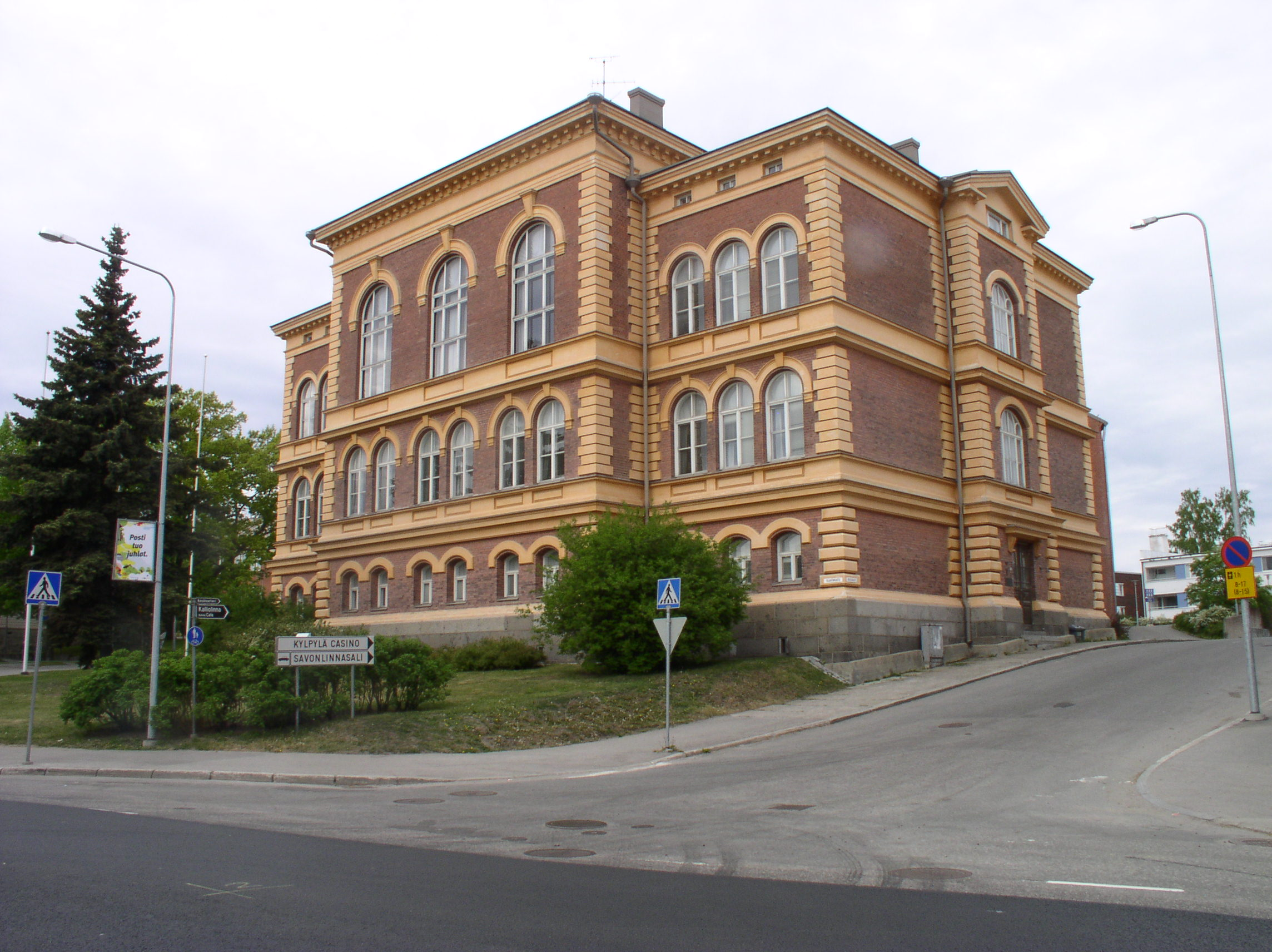
Nyslott stadshus